# Life Is Strange: Double Exposure
Life Is Strange: Double Exposure је епизодна авантуристичка игра из 2024. године коју је развио Deck Nine, а објавио Square Enix. Четврти главни део серијала Life Is Strange, директан је наставак игре Life Is Strange (2015). Радња се фокусира на старију Макс Колфилд која, након откривања нових натприродних способности које јој омогућавају да путује између две временске линије, истражује случај убиства у који је умешана њена нова најбоља пријатељица.
Double Exposure је објављена за PlayStation 5, Windows и Xbox Series X/S 29. октобра 2024. године, а за Nintendo Switch 19. новембра. Игра је добила помешане критике.

## Заплет
Крајем 2023. године, Макс Колфилд се преселила у Лејкпорт, у Вермонту, где ради као фотограф на Универзитету Каледон. Њена одлука да никада више не користи своје моћи враћања времена произилази из последица са којима се суочила у прошлости. 4. децембра, Мозес, Сафи и Макс посматрају кишу метеора када Сафи звони телефон. Она се јавља и одлази. Макс ће затим отићи да је тражи, али ће је пронаћи мртву.
Наредних два дана, Макс се изолује и тугује за својом најбољом другарицом. Убрзо ће открити да има нову способност: моћ да „пулсира“ у алтернативну временску линију где је Сафи још увек жива. Ова способност се убрзо развија, омогућавајући Макс да путује између ових паралелних временских линија по вољи. У временској линији „Живих“, Сафин аутомобил је вандализован, што указује да би она могла још увек бити у опасности, што је навело Макс да истражи и покуша да открије убицу у временској линији „Мртвих“.
Током истраге, Макс упознаје неколико становника универзитета, укључујући Јасмин, председницу универзитета и Сафину мајку; Аманду, конобарицу у локалном бару, „Snapping Turtle“; Вин, административни асистент Јасмин и вођа тајног друштва Абраксас; Гвен, професорка специјализована за креативну нефикцију; Лукас, шеф Катедре за књижевност; и студенте Лорету, Реџија и Дајмонд. У временској линији живих, Макс проналази да су Гвен и Лукас умешани у одвојене инциденте које нису починили, док у временској линији мртвих, Реџи тврди да је видео свог двојника. Мозес признаје да је украо Сафијину камеру са места злочина, коју Макс проналази и скрива од детектива Алдермана. То доводи до открића још једне моћи: „заплитања“ предмета између временских линија. Камера открива фотографију Макс која усмерава пиштољ у Сафи, због чега Мозес верује да је Макс убица.
Максин покушај да искористи своју моћ премотавања на фотографији покреће визију будуће олује у Каледону, сличне оној у заливу Аркадија, где Сафи моли Макс да је упуца како би се окончао хаос. Макс открива своје моћи Мозесу, враћајући његово поверење. Док Макс и Мозес причају, детектив Алдерман прилази, али увиђа своју визију која није с овог света — две верзије детектива ће се додирнути и обе нестати из постојања. У временској линији живих, Макс сазнаје да је Гвен отказала Сафијин уговор за књигу јер се фокусирао на Мају, бившу ученицу и Сафину најбољу пријатељицу која је извршила самоубиство након што је Лукас плагирао њен рад. Вин и Сафи нису успели да одбране Мају, што је довело до њене смрти. По повратку кући, Макс се суочава са уљезом, који је заправо њен двојник. Испоставља се да је то заправо Сафи, која може да промени своје тело и постане било ко (енгл. shapeshifter) и која се представљала као Гвен и Лукас да би саботирала њихове каријере због умешаности у Мајину смрт и отказивања њеног уговора за књигу.
Макс и Сафи се слажу да разоткрију Лукасов плагијат на забави користећи своје моћи. Иако су успеле, Лукас каже Сафи да је Јасмин наредила отказивање њене књиге и да је Гвен само испунила њене захтеве, што је довело до тога да се Сафи суочи са Јасмин, која тврди да је то учинила због безбедности своје ћерке. Сафине моћи измичу контроли, ослобађајући олују. Макс користи своју моћ враћања да их врати у 4. децембар, задржавајући њихова сећања, али носећи олују са собом. Сафи моли Макс да је убије како би се то окончало, али Макс одлучује да се заједно суоче са олујом. Унутар олује, налазе се у временској линији која спаја Каледонова и Максина сећања на Аркадију, а која је настала мешавином њихових моћи, где Макс користи своју полароид камеру да одвоји Сафи од својих пријатеља, чији су умови спојени са Сафиним.
Макс и Сафи се враћају у стварни свет, где су се временске линије Живих и Мртвих спојиле и олуја је престала. Сафи одлучује да напусти Каледон како би потражила друге са моћима, тражећи од Макс да сачека њен повратак и помогне јој да искористи своје способности, иако се Макс брине да би Сафијин план могао утицати на њихове и животе других људи. Макс мора да одлучи да ли ће прихватити или одбити Сафијин захтев. Макс затим открива своје моћи својим пријатељима у Каледону, док се Сафи састаје са Дајмонд, којој нос крвари. Сафи јој нуди помоћ у потрази за одговорима.

## Развијање игре
У јуну 2024. године, током Xbox Games Showcase-а, Square Enix је представио свој најновији део серије Life Is Strange, који служи као директан наставак игре Life Is Strange (2015), под називом Life Is Strange: Double Exposure, коју је развио Deck Nine. Хана Теле је поновила своју улогу Макс.
Игра нуди играчима могућност да органски изаберу крај, избегавајући одлуку да се један од завршетака направи каноном прве игре. Редитељи игре су нагласили поштовање оригиналних завршетака, док су истовремено увели нову нарацију која одражава Максине прошле изазове. Истакли су да играчеве одлуке, које утичу на Максине мисли, дневник, текстуалне поруке и интеракције, одређују исход. Игра уводи нову способност за Макс, омогућавајући јој да се креће између паралелних временских линија, пружајући јој нову перспективу и поглед на догађаје.

## Објављивање
Life Is Strange: Double Exposure је објављена за PlayStation 5, Windows и Xbox Series X/S 29. октобра 2024. године. Верзија за Nintendo Switch, коју је развио Engine Software, објављена је дигитално 19. новембра, а у малопродаји 28. јануара 2025. године. Играчи који су унапред наручили Ultimate Edition игре добили су рани приступ прва два поглавља, почев од 15. октобра 2024. године. Deluxe Edition додаје неке мале козметичке елементе и мисију везану за несталу мачку. Рани приступ Ultimate Edition-у изазвао је забринутост због спојлера.
Don't Nod, програмер две претходне игре Life Is Strange, одложио је своју нову игру, Lost Records: Bloom & Rage, за 2025. годину како би избегао конкуренцију Double Exposure-у.

## Пријем

### Критички пријем
Life Is Strange: Double Exposure је добила „мешовите или просечне“ критике за верзије за PlayStation 5 и Xbox Series X/S, док је PC верзија добила „генерално повољне“ критике, према веб-сајту за агрегатор рецензија Metacritic. У Јапану, четири критичара са Famitsu-а дали су игри укупну оцену 32 од 40.
4Players је изразио мишљење да је игра задржала симпатичне ликове, саркастичан хумор, детаљне локације и носталгичан осећај, али је поменуо да се не поклапа са утицајем оригинала и да постоје „неке грубе ивице“ у причи и техничком извођењу. Destructoid ју је видео као „задовољавајући наставак који се добро повезује са догађајима из свог претходника“, хвалећи њену причу, развој ликова и носталгичну привлачност, али критикујући неке предвидљиве обрте у заплету и неколико једнодимензионалних ликова. GamesRadar+ је сматрао да је мистерија интригантна, глумачка постава ликова разнолика, а анимације лица визуелно експресивне. Критике су се фокусирале на ограничено време са ликовима и двоструке временске линије које ометају емоционално улагање. IGN је сматрао да је игра испунила стандарде оригинала и да је побољшање „у скоро сваком аспекту у односу на претходне игре“, хвалећи развој ликова и обраду озбиљних тема са нијансираним писањем. The Games Machine је изјавио да њена задивљујућа прича има уверљиве ликове и изненађујуће обрте, спој мистерије и научне фантастике који нуди одличну графику и звук, док је критиковао њене једноставне загонетке и осећај као да је игра симулатор ходања.
PC Gamer је ценио мистериозни аспект, Максине нове моћи и истраживање озбиљних тема са нијансираним писањем, али је довео у питање прераду старих наративних основа, недоследно миксовање звука и неразвијене ликове због двоструких временских линија, на крају га називајући „помало непотребним наставком који и даље успева да исприча убедљиву причу, али мало неуредно и недовршено“. Технички проблеми попут спорог учитавања текстура, преклапајућих дијалога и других графичких грешака такође су биле важне за PC Games, који је навео причу, ликове, анимације и саундтрек као ствари високог квалитета, али загонетке као једноставне, а свет игре као мали. Игра је била разочаравајућа за Push Square, који је изразио критике због онога што је описао као проблеме са звуком, недостатак емоционалне резонанције, претерано ослањање на натприродно и неразвијено окружење и причу у поређењу са претходним играма, али му се допао визуелни ефекат, Максин повратак, ране епизоде и неки од ликова.

### Аналитичка покривеност
У марту 2025. године, јапански аналитичар Хидеки Јасуда је известио да је продаја игре Life Is Strange: Double Exposure била „велики губитак“ за компанију.

### Награде
| Година | Церемонија                                   | Категорија                                                 | Резултат   | Ref.          |
| ------ | -------------------------------------------- | ---------------------------------------------------------- | ---------- | ------------- |
| 2024   | Награде за игре 2024.                        | Најбољи перформанс (Хана Тели)                             | Номинација | [ 30 ]        |
| 2024   | Награде за игре 2024.                        | Игре за утицај                                             | Номинација | [ 30 ]        |
| 2025   | Награде за игре у Њујорку                    | Награда Херман Мелвил за најбољи сценарио у игри           | Номинација | [ 31 ]        |
| 2025   | Награде за игре у Њујорку                    | Награда Тин Пан Алеј за најбољу музику у игри              | Номинација | [ 31 ]        |
| 2025   | Награде за игре у Њујорку                    | Награда Грејт Вајт Веј за најбољу глуму у игри (Хана Тели) | Номинација | [ 31 ]        |
| 2025   | 25. додела награда за програмере игара       | Најбоља нарација                                           | Ужи избор  | [ 32 ] [ 33 ] |
| 2025   | 25. додела награда за програмере игара       | Друштвени утицај                                           | Победа     | [ 32 ] [ 33 ] |
| 2025   | 36. додела медијских награда GLAAD           | Изузетна видео-игра                                        | Победа     | [ 34 ]        |
| 2025   | 21. додела награда Британске академије игара | Игра изван забаве                                          | Шири избор | [ 35 ]        |
| 2025   | 21. додела награда Британске академије игара | Наратив                                                    | Шири избор | [ 35 ]        |